# Roy Saunders
Roy Saunders (* 4. September 1930 in Salford; † 29. Januar 2009 in Swansea) war ein englischer Fußballspieler. Der Außenläufer war nach dem Ende des Zweiten Weltkriegs zwischen 1948 und 1959 beim FC Liverpool aktiv und absolvierte 146 Pflichtspiele für die „Reds“. Sein Sohn Dean wurde später ebenfalls Profifußballer und 75-facher Nationalspieler für Wales.

## Sportlicher Werdegang
Saunders erlernte das Fußballspielen zunächst im heimischen Salford und wurde dort von Harry Chapman – einem Scout von Hull City – entdeckt. Dort etablierte er sich primär in der Reservemannschaft und wurde dazu für die englische Jugendauswahl nominiert. Pläne für eine weitere Beschäftigung in Kingston upon Hull verwarf Saunders jedoch aufgrund der zu großen Distanz zu seiner Heimat. Über den Kontakt seines Arbeitgebers fand er im Mai 1948 den Weg zum FC Liverpool, wodurch es ihm wieder ermöglicht wurde, im Elternhaus wohnen zu bleiben und sich dem Fußball lediglich auf Teilzeitbasis zu widmen.
Viele Jahre blieb er fernab der ersten Mannschaft des Erstligisten, bevor sich ihm am 10. Januar 1953 plötzlich im FA Cup eine Bewährungschance ergab. Das Debüt gegen den unterklassigen FC Gateshead verlief jedoch mit einer 0:1-Niederlage enttäuschend und auch seine persönliche Leistung ließ zu wünschen übrig. Dennoch absolvierte er 14 weitere Ligapartien in der ausgehenden Saison 1952/53. Grund dafür war vor allem eine sportliche Krise, in die sich der Klub mit acht Niederlagen aus den vorangegangenen 11 Meisterschaftsspielen manövriert hatte. Saunders überzeugte auf der defensiven Halbposition mit Einsatzwillen, Zweikampfstärke und Ausdauer und galt als wesentlicher Faktor für den knappen Klassenerhalt des FC Liverpool. Der Fall in die Zweitklassigkeit wurde jedoch nur um ein Jahr verschoben und nach dem Abstieg im Jahr 1954 ersetzte Saunders auf der rechten Seite den vormaligen Stammspieler Phil Taylor. Nach drei vergeblichen Versuchen auf eine Rückkehr in die englische Eliteklasse mit Saunders im Team, beschränkten sich seine Einsätze unter dem nunmehr als Trainer beschäftigten Taylor. Er absolvierte ab der Saison 1957/58 bis Anfang 1959 nur noch neun Pflichtspiele und wechselte dann im März 1959 zum walisischen Klub Swansea Town, der ebenfalls in der zweiten englischen Liga spielte. Der Transfer war Teil eines Tauschgeschäfts, der vorsah, dass Mittelstürmer Des Palmer von Swansea nach Liverpool zog und die „Reds“ dazu nach eine Ablösesumme von 8.000 Pfund zahlten – Palmer hatte mit einem Hattrick gegen die DDR auf sich aufmerksam gemacht, kam später in Liverpool jedoch zu keinem einzigen Einsatz.
In gut vier Jahren bestritt Saunders 94 Zweitligapartien für die „Swans“ und ließ dann ab 1964 als Spielertrainer des walisischen Amateurklubs Ammanford Town die aktive Karriere ausklingen. In Ammanford feierte er mit dem Aufstieg in die höchste walisische Klasse einen Achtungserfolg und konnte zweimal hintereinander hinter der Reserve von Cardiff City die Vizemeisterschaft feiern. Später schloss er sich dem Trainerstab seines Ex-Klubs in Swansea an. Dort machte dann auch sein Sohn Dean die ersten Schritte zum Profifußballer und wechselte wie schon sein Vater zum FC Liverpool; dazu absolvierte er 75 A-Länderspiele für Wales.
Roy Saunders verstarb Ende Januar 2009 im Alter von 78 Jahren in seiner walisischen Wahlheimat.